# Leptataspis quadrinotata
Leptataspis quadrinotata är en insektsart som beskrevs av Victor Lallemand 1922. Leptataspis quadrinotata ingår i släktet Leptataspis och familjen spottstritar. Inga underarter finns listade i Catalogue of Life.